# Горицька сільська рада
Го́рицька сільська́ ра́да — колишня адміністративно-територіальна одиниця та орган місцевого самоврядування у Славутському районі Хмельницької області. Адміністративний центр — село Гориця.

## Загальні відомості
Горицька сільська рада утворена в 1944 році.
- Територія ради: 39,81 км²
- Населення ради: 1 227 осіб (станом на 2001 рік)
- Територією ради протікає Корчик

## Населені пункти
Сільській раді були підпорядковані населені пункти:
- с. Гориця
- с. Красностав

## Керівний склад
| Прізвище, ім'я, по батькові | Основні відомості                                                             | Дата обрання | Дата звільнення |
| --------------------------- | ----------------------------------------------------------------------------- | ------------ | --------------- |
| Ліщук Борис Петрович        | Сільський голова, 1967 року народження, безпартійний                          | 26.03.2006   | 31.10.2010      |
| Бендарський Андрій Петрович | Сільський голова, 1971 року народження, освіта середня загальна, безпартійний | 31.10.2010   | 14.02.2015      |

Примітка: таблиця складена за даними сайту Верховної Ради України

### Депутати
За результатами місцевих виборів 2010 року депутатами ради стали:

#### За суб'єктами висування
| Суб'єкт висування | Кількість обраних депутатів | %   |
| ----------------- | --------------------------- | --- |
| Самовисування     | 16                          | 100 |

#### За округами
| № округу | Прізвище, ім'я, по батькові     | Дата визнання обраним | Освіта             | Партійна приналежність | Відомості про обраного депутата                            |
| -------- | ------------------------------- | --------------------- | ------------------ | ---------------------- | ---------------------------------------------------------- |
| 1        | Белінський Ігор Васильович      | 01.11.2010            | середня спеціальна | позапартійний          | Горицький навчально-виховний комплекс, сторож              |
| 2        | Пігольчук Людмила Василівна     | 01.11.2010            | вища               | позапартійна           | Горицький навчально-виховний комплекс, вчитель             |
| 3        | Бондарчук Віктор Петрович       | 01.11.2010            | вища               | позапартійний          | Красноставська ветеринарна амбулаторія, ветлікар           |
| 4        | Бондарчук Тетяна Іванівна       | 01.11.2010            | вища               | позапартійна           | Горицький навчально-виховний комплекс, вчитель             |
| 5        | Гибалюк Марія Дмитрівна         | 01.11.2010            | середня спеціальна | позапартійна           | Горицька сільська рада, секретар                           |
| 6        | Войтюк Василь Олексійович       | 01.11.2010            | середня            | позапартійний          | Сільськогосподарський кооператив «Красноставський», голова |
| 7        | Панасюк Людмила Іванівна        | 01.11.2010            | середня спеціальна | позапартійна           | Горицький сільський клуб, директор будинку культури        |
| 8        | Паламарчук Володимир Андрійович | 01.11.2010            | середня            | позапартійний          | тимчасово не працює                                        |
| 9        | Войтюк Наталія Володимирівна    | 01.11.2010            | середня спеціальна | позапартійна           | Горицький сільський клуб, бібліотекар                      |
| 10       | Войтюк Володимир Омельянович    | 01.11.2010            | вища               | позапартійний          | пенсіонер                                                  |
| 11       | Вихівська Валентина Василівна   | 01.11.2010            | вища               | позапартійна           | Красноставська загальноосвітня школа І-ІІ ст., вчитель     |
| 12       | Гаврилюк Наталія Василівна      | 01.11.2010            | середня спеціальна | позапартійна           | Красноставська сільська бібліотека, бібліотекар            |
| 13       | Кравчук Василь Володимирович    | 01.11.2010            | середня спеціальна | позапартійний          | приватний підприємець                                      |
| 14       | Матвійчук Таміла Іванівна       | 01.11.2010            | середня спеціальна | позапартійна           | Горицька сільська рада, бухгалтер                          |
| 15       | Андрійчук Валентина Петрівна    | 01.11.2010            | середня            | позапартійна           | Горицька сільська рада, соціальний робітник                |
| 16       | Мельник Георгій Леонідович      | 01.11.2010            | вища               | позапартійний          | Горицький навчально-виховний комплекс, вчитель             |

## Населення
Згідно з переписом УРСР 1989 року чисельність наявного населення сільської ради становила 1502 особи, з яких 692 чоловіки та 810 жінок.
За переписом населення України 2001 року в сільській раді мешкали 1223 особи.

### Мова
Розподіл населення за рідною мовою за даними перепису 2001 року:
| Мова       | Відсоток |
| ---------- | -------- |
| українська | 99,67 %  |
| вірменська | 0,24 %   |
| російська  | 0,08 %   |